# Ave Caesar, morituri te salutant (Gérôme)
 (octobre 2023).
Si vous disposez d'ouvrages ou d'articles de référence ou si vous connaissez des sites web de qualité traitant du thème abordé ici, merci de compléter l'article en donnant les références utiles à sa vérifiabilité et en les liant à la section « Notes et références ».
Ave Caesar, morituri te salutant (Salut, César, ceux qui vont mourir te saluent) est une huile sur toile de l’artiste français Jean-Léon Gérôme. Peinte en 1859, elle est conservée au Yale University Art Gallery à New Haven (Connecticut) aux États-Unis. Elle représente des gladiateurs dans l’arène saluant l’empereur.

## Histoire et contexte
Le peintre français Jean-Léon Gérôme (1824-1904) a étudié avec les célèbres artistes Paul Delaroche et Charles Gleyre, qui lui transmettent pour le reste de sa vie une passion pour les voyages, l'étude des coutumes de différents peuples, ainsi qu'un amour particulier pour l'Orient. Les premières peintures de Gérôme sont très appréciées par l'un des critiques d'art les plus respectés et les plus influents — Théophile Gautier, qui devint plus tard son ami. À l'aube de la naissance de la culture de masse, Gérôme, le provincial, est allé à la rencontre du nouveau public de la France bourgeoise émergente, devenant célèbre parmi l'aristocratie des salons. Il réalise tant à la fois des portraits académiques, des toiles mélodramatiques, ou des peintures sur les campagnes napoléoniennes, des scènes orientalistes, des sujets mythologiques et érotiques. Au sommet de sa carrière artistique, Gérôme est un invité régulier de la famille impériale et est professeur à l'École des Beaux-Arts. Son studio est un lieu de rencontre pour les artistes, les acteurs et les écrivains, et il est lui-même devenu un maître légendaire et respecté, connu pour son esprit sarcastique, son attitude dédaigneuse envers la discipline, mais ses méthodes d'enseignement strictement réglementées et son hostilité extrême à l’impressionnisme.
À cette époque, une demande d'une nouvelle approche de la peinture historique est apparue en France, exprimée dans les mots de l'historien Prosper de Barante, qui a écrit que « nous voulons tous savoir comment vivaient les sociétés et les individus antérieurs. Nous exigeons que leur image soit clairement visible dans notre imagination et qu'ils apparaissent vivants sous nos yeux ». Depuis la fin des années 1850, Gérôme est incroyablement entreprenant dans le choix de sujets historiques populaires, allant de la Grèce antique à Rome. Gérôme commence à travailler à la réalisation d'un équilibre entre le réalisme d'une précision presque documentaire et l'approche scientifique de la reconstruction figurative des événements historiques, développant la capacité de gérer magistralement le potentiel narratif des intrigues de leurs peintures, de sorte qu'ils laissent une impression indélébile sur le public. Gérôme refuse les généralisations poétiques et l'idéalisation des personnages principaux, mais la technique de peinture équilibrée et détaillée de l'artiste a pratiquement fait du spectateur, des témoins directs des événements du passé.

## Composition

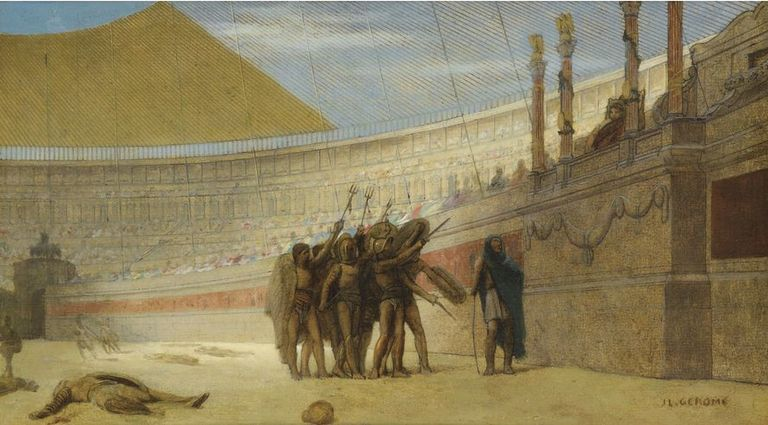
Étude.

La peinture est peinte à l'huile sur toile, et ses dimensions sont de 93,1 × 145,4 cm. L'œuvre représente une scène avant les combats : Un groupe de gladiateurs saluent l'empereur, pendant que certains de leurs camarades à terre sont traînés loin de l'arène avec des crochets de fer. Vitellius se trouve, dans sa tribune, sur le lit impérial, à côté des Vestales. Le lieu est anachronique car le Colisée romain n’est ouvert qu’en 80 après J.-C. sous le règne de Titus. L'écrivain français Charles Baudelaire décrit le César représenté sur l'image comme « un marchand de vin ou un boucher obèse, dont l'image est incompatible avec la noblesse innée d’un empereur ». Le sable de l'arène est couvert de sang, de diverses armes et de corps qui sont éparpillés çà et là.
Au même titre que dans Pollice Verso et La Dernière Prière des martyrs chrétiens le point de vue se situe sur la piste de sable. Ainsi, le spectateur est au même niveau que les gladiateurs, même s'il ne fait pas partie du groupe, il est placé à ses côtés et non dans les gradins avec les spectateurs romains qui contemplent le carnage à l'abri du soleil sous le velum. Ce point de vue est très significatif, car il conduit à s'assimiler au sujet. 
La signature de l'artiste est sur l'avancée de la tribune en bas à droite. J L GEROME et MDCCCLIX.

## Ave Caesar, morituri te salutant
Selon une croyance moderne erronée, durant les combats, les gladiateurs auraient eu l'habitude de saluer l'empereur par la formule
Ave Caesar morituri te salutant : « Salut, César, ceux qui vont mourir te saluent. »
La formule est connue par l'unique témoignage de Suétone, lors de la naumachie sur le lac Fucin organisée par l'empereur Claude et opposant non pas des gladiateurs mais des condamnés.
L'association incorrecte avec la gladiature demeure malgré tout vivace dans la culture populaire,.

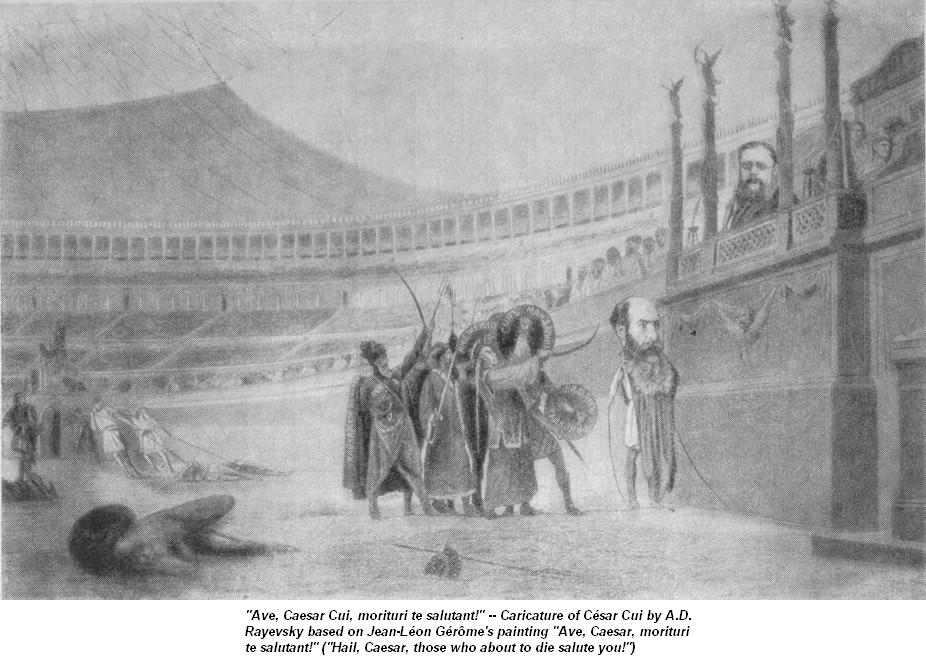
Le dessin d'Alexander Dmitrievich Rayevsky qui fait référence au tableau.

## Dans la culture populaire
Le tableau est parodié dans une caricature du dessinateur russe Rayevsky, dans laquelle l'empereur est remplacé par le compositeur russe César Cui et les gladiateurs sont remplacés par des personnages de certaines de ses œuvres, telles que William Ratcliff et Le Fils du mandarin.

## Création et destin
Jean-Léon Gérôme voit pour la première fois le Colisée en 1843, alors qu'il est en voyage à Rome, et représente à plusieurs reprises des duels de gladiateurs dans ses peintures, étudiant les armes anciennes et visitant les sites archéologiques.
Gérôme s'inspiré de l'œuvre la Vie des douze Césars de l'historien romain Suétone. En 1859, le tableau est exposé au Salon de Paris avec deux autres tableaux de l’artiste  — La Mort de César et Le Roi Candaule. Le tableau est un succès et contribue à la reconnaissance de Gérôme, qui le considère alors comme sa meilleure œuvre. Par la suite, il change d'avis et commence à croire que l'intrigue manque d'historicité. Après avoir conservé la composition précédente, mais ayant considérablement retravaillé le thème sur des sources écrites et des artefacts historiques, Gérôme peint en 1872 le tableau Pollice verso, qui montre comment le gagnant piétine le vaincu dans l'arène du Colisée en prévision du verdict de la foule — le geste pollice verso. En 1925, Cornelius Rachston Love Jr. offre l’œuvre à la Yale University Art Gallery de New Haven (Connecticut, États-Unis), où elle se trouve actuellement.

## Cycle antique
Gérôme a peint de nombreux tableaux en rapport avec les jeux romains.

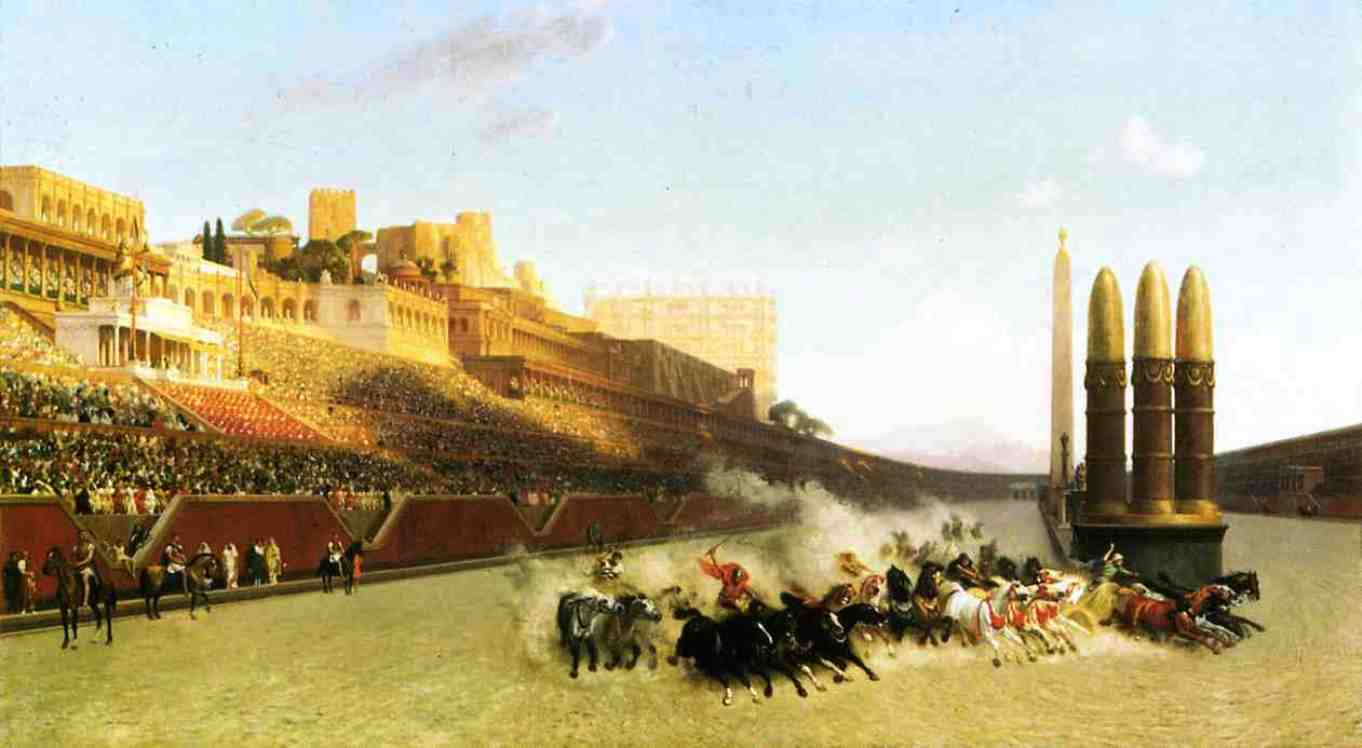
Course de chars en 1876.
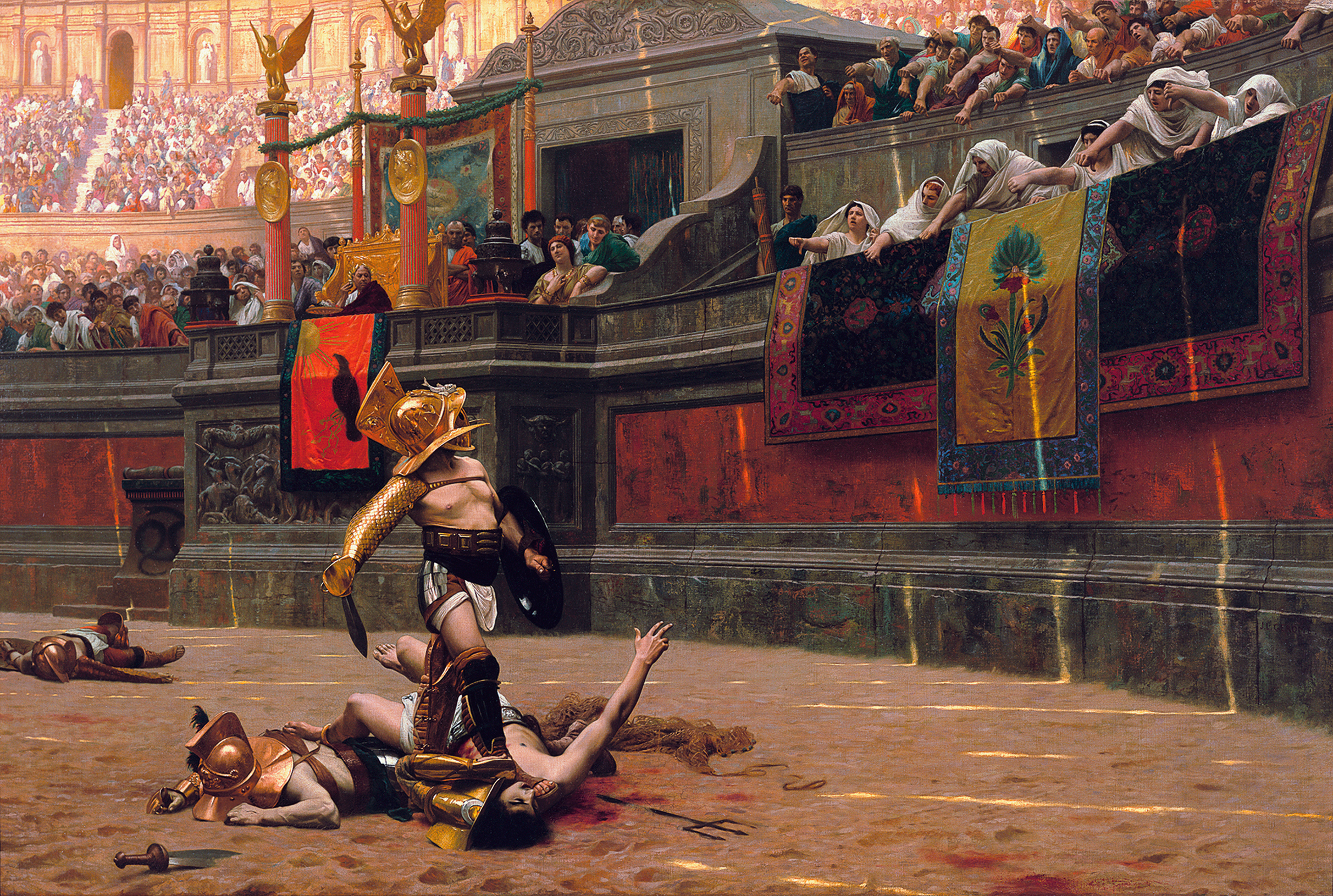
Pollice Verso en 1872.
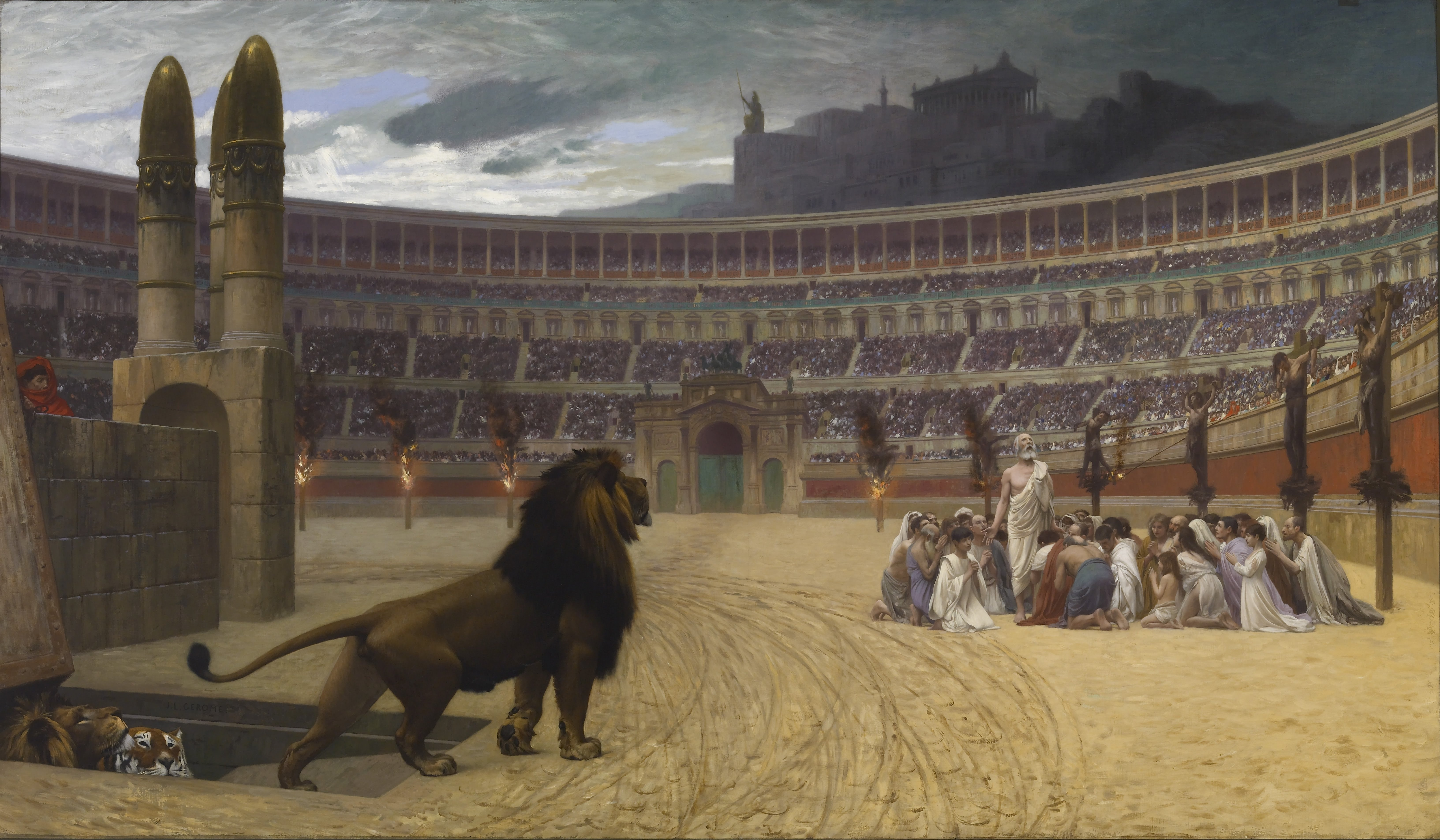
La Dernière Prière des martyrs chrétiens en 1883.
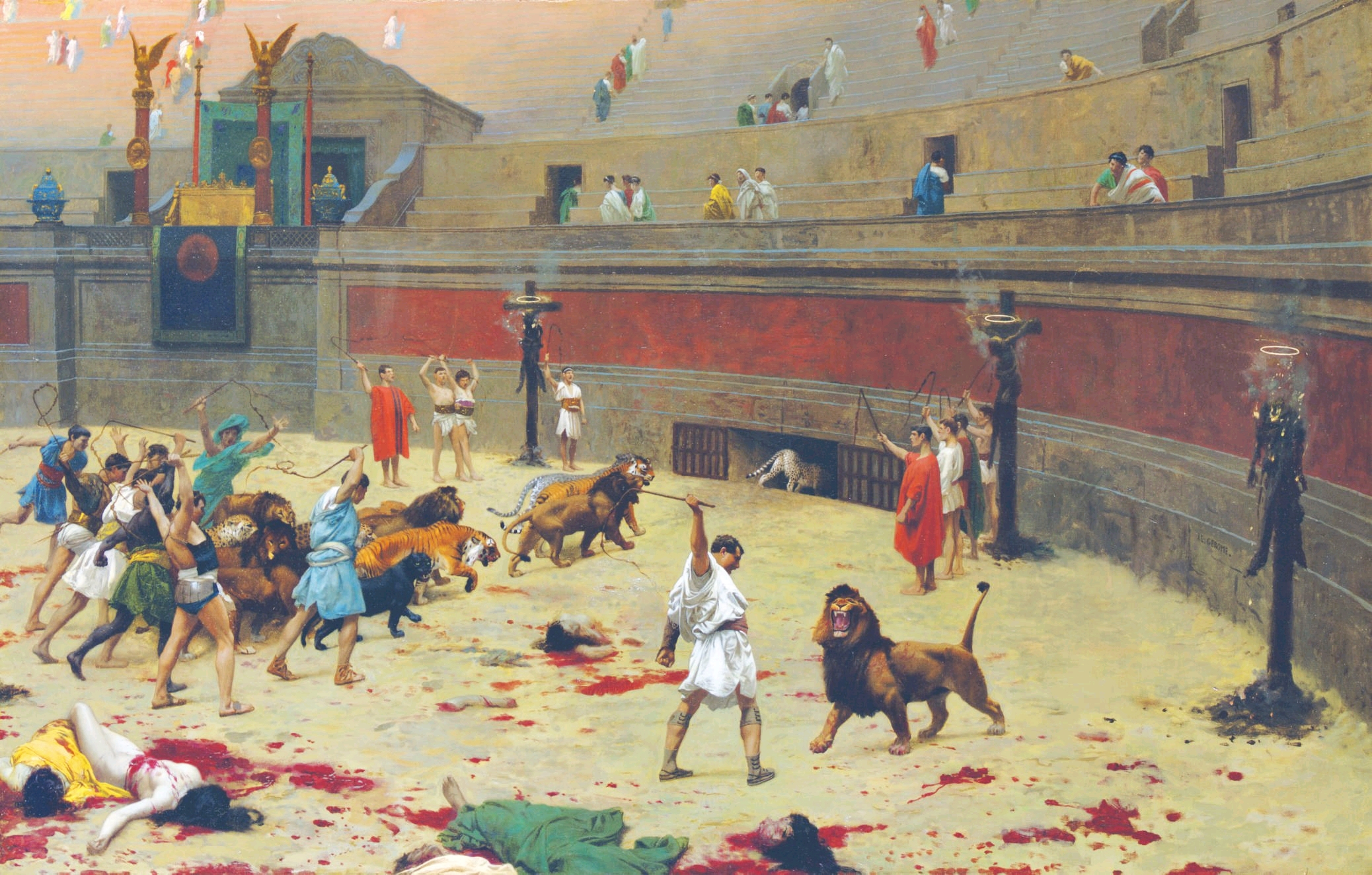
La Rentrée des félins au cirque en 1902.